# Râul Valea Lungă, Șimișna
Râul Escu este un curs de apă, afluent al râului Șimișna. 

## Hărți
- Harta interactivă - județul Sălaj  Arhivat în 5 septembrie 2009, la Wayback Machine.